# Singles 7-12
Singles 7-12 è la quinta raccolta del gruppo musicale britannico Depeche Mode, pubblicata nel 1991 dalla Mute Records.

## Descrizione
Contiene i singoli originariamente tratti dagli album Construction Time Again e Some Great Reward, oltre a quello stand-alone Get the Balance Right!.

## Tracce
Testi e musiche di Martin L. Gore, eccetto dove indicato.
CD 1 – Get the Balance Right!
1. Get the Balance Right! – 3:13
2. The Great Outdoors! – 5:02 (Martin L. Gore, Alan Wilder)
3. Get the Balance Right! (Combination Mix) – 7:58
4. Tora! Tora! Tora! (Live) – 4:13

CD 2 – Everything Counts
1. Everything Counts – 3:58
2. Work Hard – 4:22 (Martin L. Gore, Alan Wilder)
3. Everything Counts (In Larger Amounts) – 7:20
4. Work Hard (East End Remix) – 6:59 (Martin L. Gore, Alan Wilder)

CD 3 – Love in Itself
1. Love in Itself.2 – 4:02
2. Fools – 4:16 (Alan Wilder)
3. Love in Itself.3 – 7:17
4. Fools (Bigger) – 7:39 (Alan Wilder)
5. Love in Itself.4 – 4:39

CD 4 – People Are People
1. People Are People – 3:43
2. In Your Memory – 4:02 (Alan Wilder)
3. People Are People (Different Mix) – 7:13
4. In Your Memory (Slick Mix) – 8:14 (Alan Wilder)

CD 5 – Master and Servant
1. Master and Servant – 3:45
2. (Set Me Free) Remotivate Me – 4:22
3. Master and Servant (Slavery Whip Mix) – 9:38
4. (Set Me Free) Remotivate Me (Release Mix) – 8:48
5. Master and Servant (Voxless) – 4:00

CD 6 – Blasphemous Rumours
1. Blasphemous Rumours – 6:22
2. Told You So (Live) – 4:56
3. Somebody (Remix) – 4:21
4. Everything Counts (Live) – 5:53